# Bibloplectus pusillus
Bibloplectus pusillus é uma espécie de insetos coleópteros polífagos pertencente à família Staphylinidae.
A autoridade científica da espécie é Denny, tendo sido descrita no ano de 1825.
Trata-se de uma espécie presente no território português.